# Admiral Group

Admiral Group é uma empresa de seguros britânica fundada em 1993 por Henry Engelhardt e Hayter Brockbank onde atua na area de seguros automobilisticos, a sede dela esta em Cardiff, a seguradora foi a primeira do Reino Unido a fazer negócios pela internet quando lançou seu site em 1995.

## Operações
Marcas usadas no Reino Unido:
- Admiral Insurance
- Diamond Insurance (para motoristas do sexo feminino, lançada em Julho de 1997)
- Gladiator (para veículos comerciais)
- elephant.co.uk (seguradora online lançada em Agosto de 2000)
- Confused.com (site de comparação de preços lançado em Março de 2002)
- Bell from Admiral

Marcas usadas no exterior:
- Balumba and Rastreator  Espanha
- ConTe  Itália
- LeLynx and L'Olivier  França
- Elephant Auto Insurance  Estados Unidos